# Mayhem Festival
Mayhem Festival este un festival de turnee heavy metal care are loc în Statele Unite și ocazional în Canada. Turneul este sponsorizat de Rockstar Energy Company, fondatorii lui fiind Kevin Lyman și John Reese.